# Cao Đại
Cao Đại là một xã thuộc huyện Vĩnh Tường, tỉnh Vĩnh Phúc, Việt Nam.
Xã Cao Đại nằm ven sông Hồng, tiếp giáp các xã Bồ Sao, Tân Phú, Phường Bạch Hạc (Thành phố Việt Trì, Phú Thọ).
Cao Đại có ba thôn: Đại Định, Cao Xá, Bình Trù.
Xã được phong tặng danh hiệu anh hùng năm 2000, xã Cao Đại đã sinh ra anh hùng Nguyễn Văn Thoa, anh hùng Lực lượng vũ trang nhân dân đã bắn hạ 13 máy bay Mĩ, người dân Cao Đại có chất lượng cuộc sống rất tốt, mến khách và hiền hòa.